# クイック潮来
座標: 北緯35度59分13.05秒 東経140度33分10.72秒 / 北緯35.9869583度 東経140.5529778度

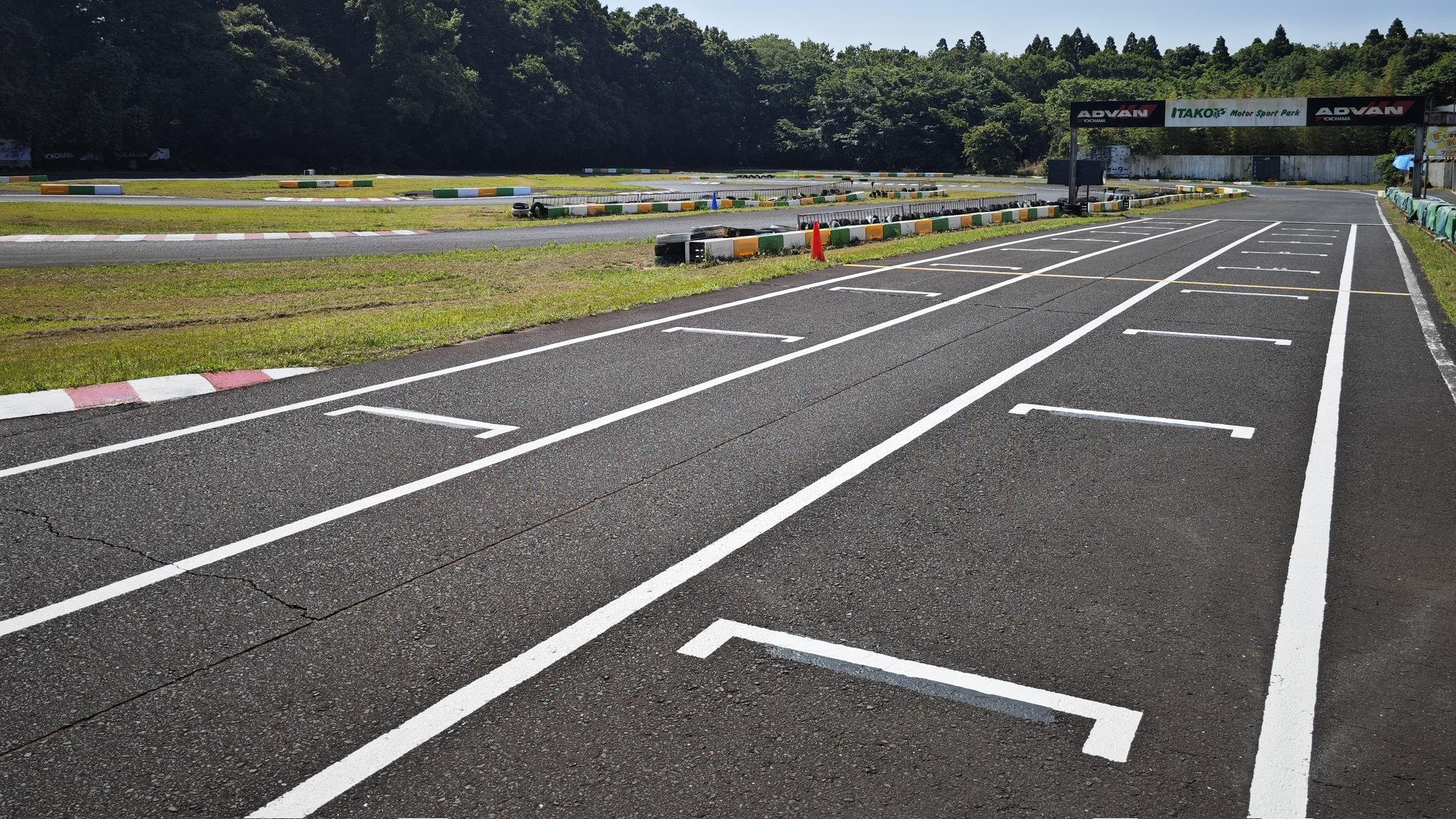

クイック潮来（クイックいたこ）は、茨城県潮来市にあるレーシングカート用サーキット。
JAF公認となっている（2024年現在はレーシングカートコースとしてのみJAF公認）。

## 概要
1995年にイタコモータースポーツパーク(IMSP)として創業。
茨城県南を代表するカートコースとして、東日本ジュニア選手権を筆頭に開催クラス参戦者から多くのレーシングドライバーを輩出。
2023年秋、レンタルカート用コース「クイック羽生」（埼玉県羽生市）「クイック水戸」（茨城県水戸市）を運営する有限会社スタジオビーがサーキットの運営を引き継ぎ、同時にクイック水戸をイタコモータースポーツパークに移転することを発表。
2024年1月より、「クイック潮来」としてリニューアルオープン。

## 特徴
全国でも珍しい、レーシングカートとレンタルカート双方の営業を両立させた「ハイブリッド型」のサーキット。一般的なサーキット場のスポーツ走行時で行われる、クラス分け(車種等)の要領をレンタルカート営業の時間へ落とし込み、営業時間中どのタイミングで来場してもレーシングカート走行/レンタルカートどちらも利用できる手法を採用している。

## レーシングカート
前イタコモータースポーツパーク体制を引き継ぐ形で運用・利用形態は継続。JAF/SLライセンス等の資格が無くてもレーシングカート走行が可能となっている。
IMSP時代に長期に渡って開催されてきた「IMSP SPEED GAMES 」「WEEKDAY CUP」の2シリーズはそのまま経営体制変更後も継承され2024年以降も開催中。

主なクラス概要は以下の通り。

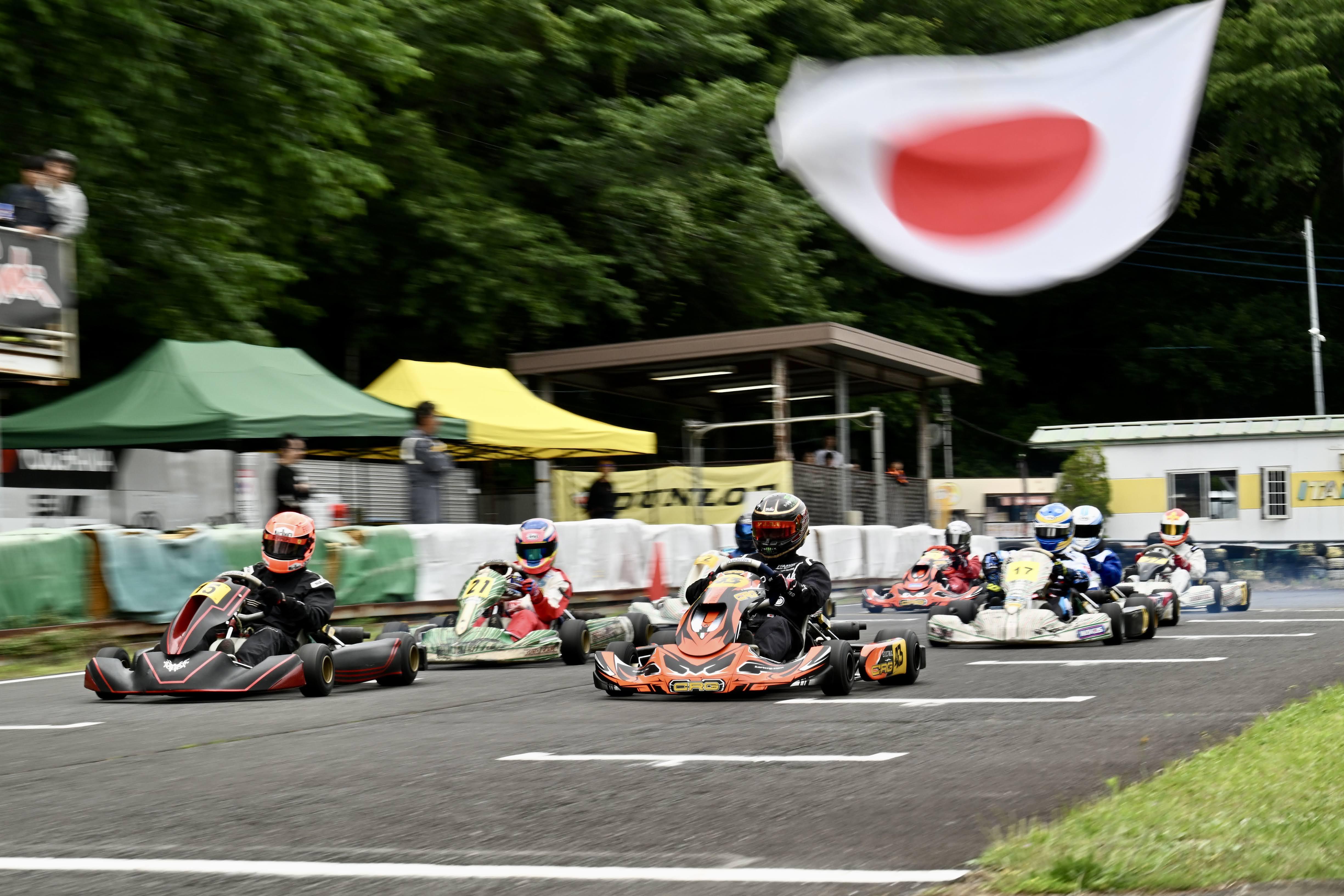
IMSP SPEED GAMES (SPEED GAMESオープン)

　YAMAHA SS (KT100、SLカートミーティング準拠)　
　YAMAHA カデットオープン (KT100、SLカートミーティング準拠)　
　SPEED GAMESオープン (KT100、リストリクター19.8Φ、DUROタイヤ)　
　375チャレンジ (KT100、タイヤ自由)　
　　公式セッション中に37.5秒を切るとヒートの最下位となる初心者向けクラス。
　スーパーENJOY (KT100、リストリクター16Φ、タイヤ自由)
　ファンカートキッズチャレンジ (GXH50、MAXXISタイヤ指定)　
YAMAHA KT100を使用したクラスが主だったが、2024年よりGXH50＋キッズ/カデットフレームを使用した「ファンカートキッズチャレンジ」を新設。
既存のカーターに加え、キッズ・ジュニアドライバーの新規発掘・育成に力を入れている。

## レンタルカート
JAF公認のレーシングカート用コースをレンタル車両で体験走行することが可能。一般的な大人用レンタルカートの他に、小学生からドライブ可能なジュニア向け車両、2人乗りが可能な車両も保有。
走行は1回7分。乗降の所要時間を含め、10分間の走行枠が1時間の中で2回程度割り当てられている。個人利用の他に少人数でのグループレース開催、企業等で貸し切ってのカート大会開催等も可能。
　大人用レンタルカート

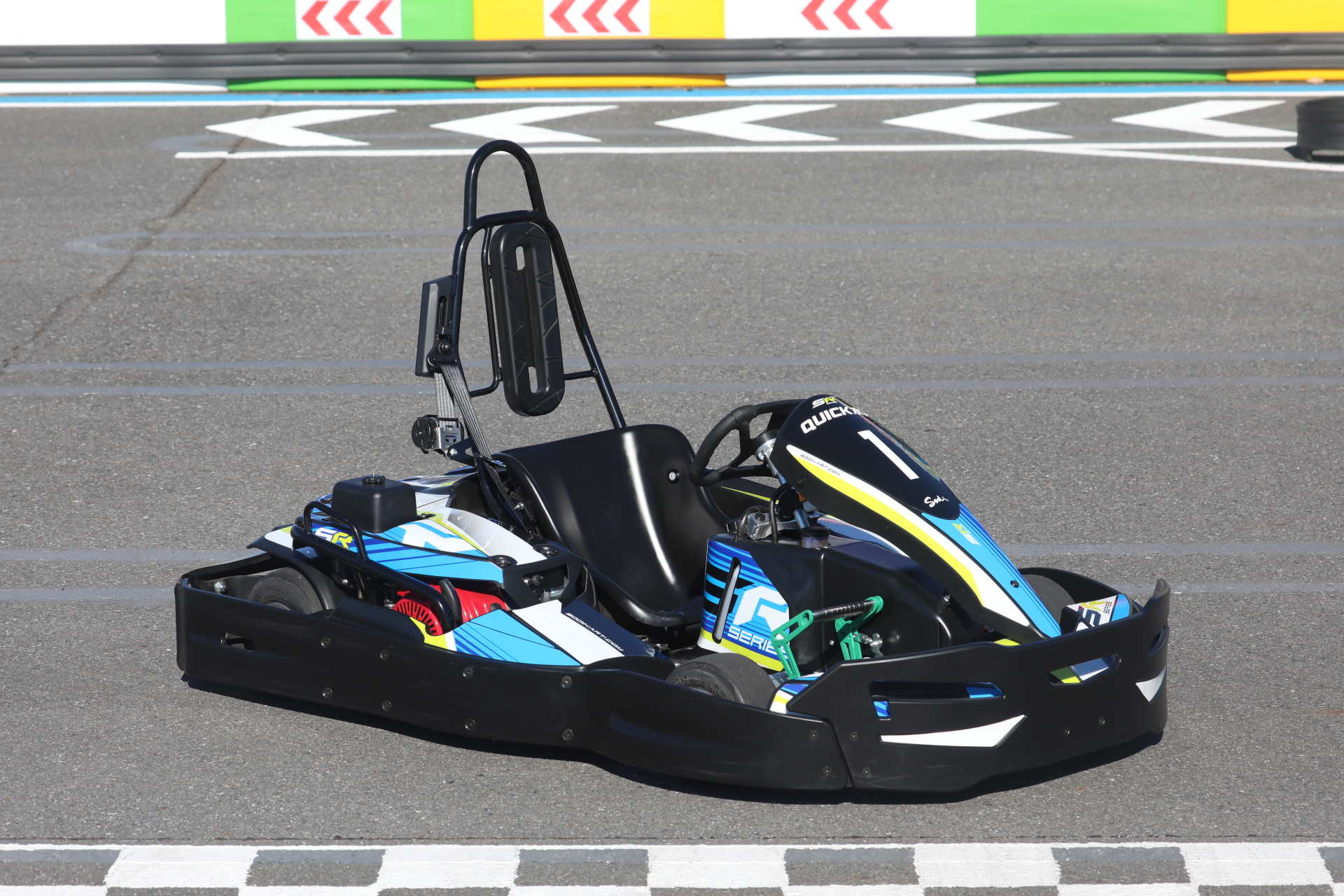
Sodi SR5(大人用レンタルカート)

　　車種：Sodi SR5 ×6台、Sodi RX8 ×6台
　ジュニア用レンタルカート
　　車種：Sodi LR5 ×4台
　2人乗りレンタルカート
　　車種：Sodi 2Drive ×1台
また、レンタルカートを使用した入門レースイベントを2024年より開催。「サタデーナイトグランプリ」は毎週土曜日、レンタルカートの耐久レースは年6戦行われている。

## 周辺施設
- 茨城県水郷県民の森
- 潮来カントリー倶楽部
- 潮来工業団地

## アクセス
- 東関東自動車道潮来インターチェンジから約15分